# Pierre-Paul Guieysse
Pour les personnes ayant le même patronyme, voir Guieysse.
Pierre-Paul Guieysse, plus connu sous le nom de Paul Guieysse, né le 11 mai 1841 à Lorient et décédé le 19 mai 1914 à Paris, est un homme politique français.

## Biographie
Fils d'un commissaire général de la marine, il est polytechnicien, Ingénieur hydrographe de la Marine, spécialiste d'égyptologie, il enseigne au Collège de France. Il est aussi cofondateur en mai 1900 de La Dépêche de Lorient.
Député radical et républicain du Morbihan de 1890 à 1910, il est actif dans le débat législatif et propose une loi portant modification de la loi du 9 décembre 1905 concernant la séparation des Églises et de l'État et agit pour rendre obligatoire des cotisations de retraite.
Il est ministre des colonies du 4 novembre 1895 au 29 avril 1896 dans le gouvernement Bourgeois ; entre 1903 et 1906 il fut délégué de la Nouvelle-Calédonie au Conseil supérieur des Colonies et présida aussi à partir de 1903 la Société d'ethnographie de Paris.
Une rue à Lorient et une autre à Lanester perpétuent son souvenir.
Il a de nombreux enfants dont Charles Guieysse (militant socialiste et proche de Charles Péguy), Marcel Guieysse (nationaliste breton) et Jules-François Guiyesse (écrivain et résistant).

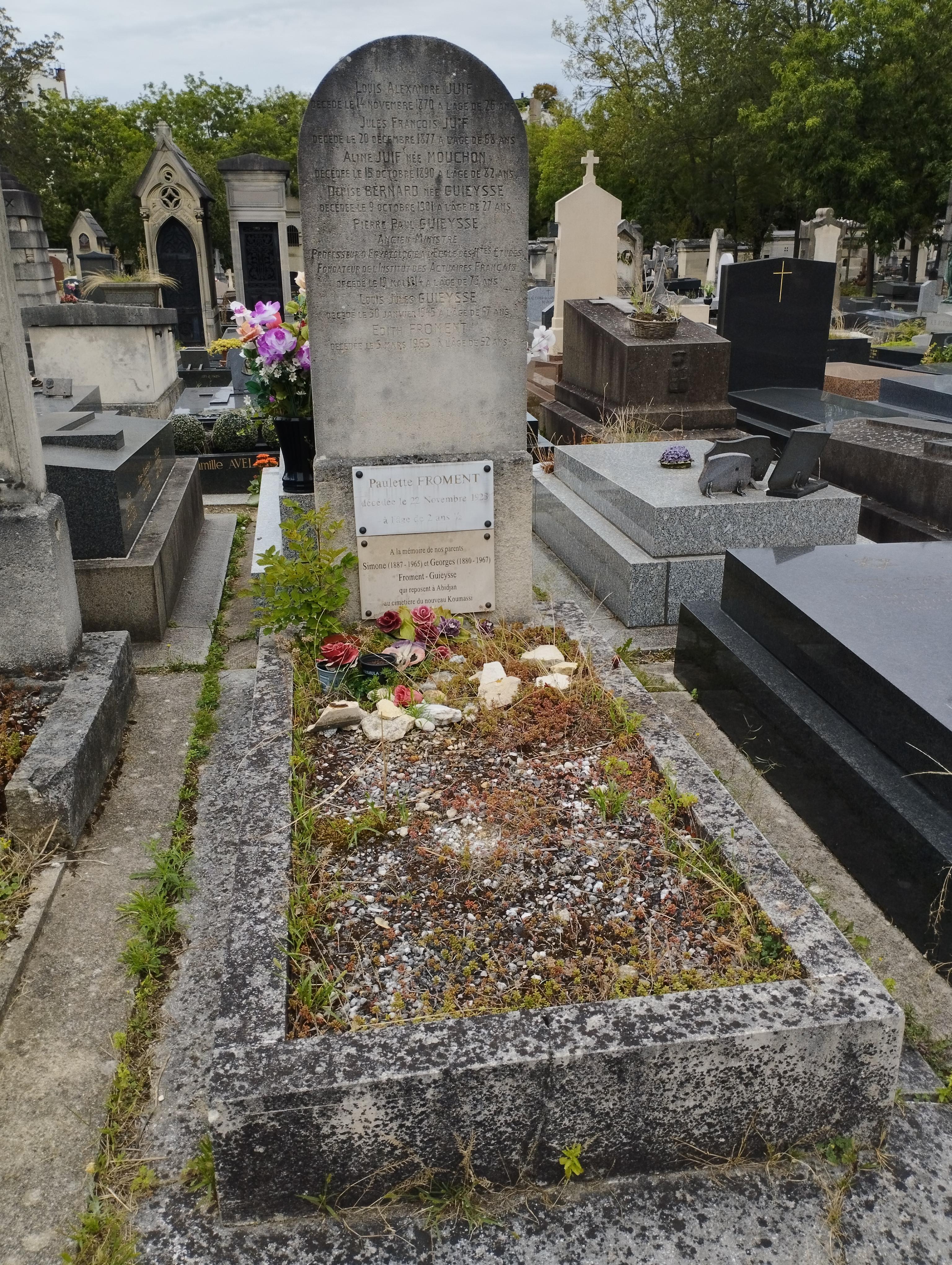
Tombe de Pierre-Paul Guieysse au cimetière du Montparnasse (division 12).

Il est inhumé au cimetière du Montparnasse (division 12).

## Mandats de député
- Morbihan : 9 février 1890 - 14 octobre 1893
- Morbihan : 20 août 1893 - 31 mai 1898
- Morbihan : 8 mai 1898 - 31 mai 1902
- Morbihan : 11 mai 1902 - 31 mai 1906
- Morbihan : 20 mai 1906 - 31 mai 1910

## Mandats locaux
- Conseiller général du Morbihan de 1881 à 1889
- Président de la "société des Bleus de Bretagne", il prend une part prépondérante à l'érection de la statue d'Ernest Renan à Tréguier

### Bibliographe
- « Pierre-Paul Guieysse », dans le Dictionnaire des parlementaires français (1889-1940), sous la direction de Jean Jolly, PUF, 1960 [détail de l’édition]
- Archives de Lorient

### Famille
- Charles Guieysse, militant socialiste et proche de Charles Péguy.
- Marcel Guieysse, militant nationaliste breton.
- Jules-François Guieysse, instituteur, résistant, compositeur, romancier, acteur et dramaturge.